# Рогожел (Горж)
Рогожел (рум. Rogojel) — село у повіті Горж в Румунії. Входить до складу комуни Феркешешть.
Село розташоване на відстані 240 км на захід від Бухареста, 18 км на південний захід від Тиргу-Жіу, 84 км на північний захід від Крайови.

## Населення
За даними перепису населення 2002 року у селі проживали 292 особи, усі — румуни. Усі жителі села рідною мовою назвали румунську.